# Hiromi Goto
Hiromi Goto (Prefettura di Chiba, 31 dicembre 1966) è una scrittrice canadese d'origine giapponese.

## Biografia
Nata nel 1966 nella Prefettura di Chiba dai coltivatori di funghi Toranobu Goto e Kyoko Kai, è emigrata con la famiglia nel 1969 nella Columbia Britannica trasferendosi successivamente nell'Alberta meridionale.
Dopo aver conseguito un B.A. nel 1989 presso l'Università di Calgary, ha esordito nella narrativa nel 1994 con il romanzo Coro di funghi ottenendo il Commonwealth Writers' Prize for Best First Book e il Canada-Japan Book Award.
Successivamente ha dato alle stampe altri due romanzi, una raccolta di racconti e tre libri per ragazzi, vincendo nel 2001 il Premio James Tiptree Jr. con The Kappa Child.

## Opere

### Romanzi
- Coro di funghi (Chorus of Mushrooms, 1994), Roma, Edizioni Socrates, 2005 traduzione di Cristiana De Sanctis e Valeria Trisoglio ISBN 88-7202-023-9.
- The Kappa Child (2001)

### Libri per ragazzi
- The Water of Possibility (2001)
- Half World (2009)
- Darkest Light (2012)

### Raccolte di racconti
- Hopeful Monsters (2004)

### Raccolte di poesie
- Tea (1992)

### Graphic Novel
- Shadow Life con Celine Loup (2020)[7]

### Antologie
- Seconda pelle: quando le donne si vestono: 33 scrittrici raccontano di AA. VV., Milano, Feltrinelli, 2001 ISBN 88-07-81632-6.

## Premi e riconoscimenti
- Commonwealth Prize for Best First Book: 1995 vincitrice con Coro di funghi
- Canada-Japan Book Award: 1995 co-vincitrice con Coro di funghi
- Premio James Tiptree Jr.: 2001 vincitrice con The Kappa Child